# Parque Estadual do Ibitipoca
Parque Estadual do Ibitipoca är en park i Brasilien.   Den ligger i delstaten Minas Gerais, i den sydöstra delen av landet, 800 km sydost om huvudstaden Brasília. Parque Estadual do Ibitipoca ligger 1 350 meter över havet. Arean är 1,0 kvadratkilometer.
Terrängen runt Parque Estadual do Ibitipoca är huvudsakligen kuperad, men åt nordväst är den platt. Parque Estadual do Ibitipoca ligger uppe på en höjd. Närmaste större samhälle är Lima Duarte, 17,8 km sydost om Parque Estadual do Ibitipoca.
I omgivningarna runt Parque Estadual do Ibitipoca växer huvudsakligen savannskog. Runt Parque Estadual do Ibitipoca är det glesbefolkat, med 14 invånare per kvadratkilometer.